# Swiss Chamber Concerts
 (février 2020).
La série des Swiss Chamber Concerts (SCC) a été fondée en 1999 et propose une programmation régulière et identique dans quatre grandes villes de Suisse (Bâle, Genève, Lugano et Zurich).  

## Histoire
La construction nationale des SCC a vu le jour grâce à la création ex nihilo à Genève et au Tessin de nouvelles structures de concerts. À Bâle et Zurich, les séries déjà existantes de Kammerkunst Basel et des Zürcher Kammermusiker ont été transformées. Ces quatre structures ont été rassemblées sous le nouveau concept des Swiss Chamber Concerts sous l’impulsion de Daniel Haefliger (Genève) et avec la collaboration de Jürg Dähler (Zurich) et Felix Renggli (Bâle). Les SCC sont rapidement devenus un acteur culturel majeur de la scène musicale : en 20 ans d’existence, plus de 650 concerts ont été produits en Suisse et à l’étranger. 

## Programmation
Les SCC ont dès le départ proposé des programmes innovants qui combinent le grand répertoire et la création avec une liberté inconnue à l’époque. Le corpus musical abordé couvre autant la musique baroque, classique, romantique que contemporaine telle celle de Carter, Dusapin, Ferneyhough, Gervasoni, Huber, Ligeti, Kurtag, Yun ou Zehnder. La formation instrumentale varie du solo à la camerata. Les programmes explorent fréquemment des thématiques en miroir déclinées sous des titres génériques par saison comme Terra, Astra, Cosmos, Magma, Horizon, etc.
La direction artistique est partagée entre Daniel Haefliger (Genève et Lugano), Jürg Dähler (Zürich) et Felix Renggli (Bâle).
Elle est la seule série de concerts de musique classique active au niveau fédéral.
La série occupe une position unique dans le paysage culturel helvétique en permettant des échanges musicaux permanents entre les trois grandes régions linguistiques du pays. Cette plateforme de collaboration a créé une synergie musicale sans précédent dans l’histoire musicale suisse. 

## Commandes et créations
Les SCC ont commandé et créé presque 200 œuvres aux compositeurs suisses, entre autres à Blank, Dayer, Dubugnon, Furrer-Münch, Gaudibert, Glaus, Gubler (de), Haubensack, Hefti (de), Holliger, Käser, Kelterborn, Kessler, Kyburz, Lehmann, Moser (de), Rosenberger (de), Roth, Schlumpf, Schnyder (de), Skrzypczak (en), Tognetti, Wyttenbach, Vassena (de) ou Zimmerlin.

## Projets pédagogiques
SCC soutient les meilleurs étudiants et jeunes solistes du pays en mettant l’accent sur leur formation et insertion professionnelle. C’est pourquoi Daniel Haefliger, titulaire de la chaire de musique de chambre à la Haute École de Musique de Lausanne site de Sion, a fondé à Genève la SWISS CHAMBER ACADEMY, lieu d’un intense travail d’enseignement et d’échange entre générations. Des groupes venus de toute l’Europe y participent. Les masterclasses ont été données par Thomas Zehetmair et Ruth Killius (Quatuor Zehetmair), Hatto Beyerle (Quatuor Alban Berg), Rainer Schmidt (Quatuor Hagen) et Heinz Holliger.

## Soutiens
La série est soutenue par les pouvoirs publics des villes et cantons de Genève, Bâle, Zurich et Lugano, par des instances fédérales telles Pro Helvetia et Suisa et par diverses fondations privées.